# Janne Engelberts
Janne Engelberts (Amsterdam, 7 juli 1947) is een Nederlands voormalig topkorfballer en korfbalcoach. Als speler speelde hij voor het Amsterdamse Archipel en was hij ook speler van het Nederlands korfbalteam. Na zijn carrière als speler werd Engelberts korfbalcoach.

## Speler
Engelberts begint op 10-jarige leeftijd met korfbal bij het Amsterdamse Archipel. 
Engelberts debuteerde in seizoen 1965-1966, op 18-jarige leeftijd, in het eerste team van Archipel. Op dat moment werd landelijk topkorfbal gedomineerd door Amsterdam (ROHDA, Westerkwartier, Blauw-Wit, LUTO) en Den Haag (Ons Eibernest en HKV).
Archipel was lange tijd een middenmoter in de Hoofdklasse, tot eind jaren '60. Zo werd de ploeg 3 jaar op rij (1968, 1969 en 1970) nog 2e in de Hoofdklasse A (zaal), waardoor het nipt een plek in de zaalfinale miste.
In seizoen 1970-1971 was het dan wel raak - Archipel plaatste zichzelf voor de Nederlandse zaalfinale. Dit gebeurde niet zonder slag of stoot, want om deze finale te bereiken moest er eerst nog een beslissingswedstrijd gespeeld worden tegen de gedeeld nummer 1, Ons Eibernest. Dit beslissingsduel werd gespeeld op donderdag 25 februari 1971 in de Catharijnehal in Utrecht. In deze wedstrijd won Archipel met 10-8, waardoor het zich plaatste voor de landelijke finale.
De zaalfinale werd een Amsterdams onderonsje, want de tegenstander was Westerkwartier (tevens Amsterdamse ploeg) en de finale werd ook nog gespeeld in de Amsterdamse Sporthallen Zuid. Archipel verloor de finale echter met 7-6.
Ook het seizoen erna, 1971-1972 plaatste Archipel zich voor de landelijke zaalfinale. Dit maal was Ons Eibernest de tegenstander en wederom werd het een spannende finale. Uiteindelijk verloor Archipel de wedstrijd met 10-9.
Seizoen 1972-1973 werd het seizoen van de doorbraak van Archipel. In de zaalcompetitie (micro-korfbal was toen nog de naam) stond Archipel voor het derde jaar op rij in de finale. Net als het jaar ervoor was Ons Eibernest de tegenstander. In de finale, die op zondag 4 maart 1973 in de Catharijnehal in Utrecht werd gespeeld, won Archipel met 13-12. Hierdoor was Archipel Nederlands kampioen. In de finale scoorde Engelberts 3 van de 13 Archipel goals.
Iets later, in de veldcompetitie stonden Archipel en Ons Eibernest na de 18 competitiewedstrijden samen op de eerste plek. Hierdoor was er een beslissingswedstrijd nodig om te bepalen wie er de Nederlandse veldkampioen zou worden.
Dit duel werd gespeeld op 26 mei 1973 en werd gewonnen door Ons Eibernest met 11-8. Hierdoor greep Archipel in dit seizoen dus net naast de " dubbel" (seizoen waarbij 1 team zowel de veld- als zaaltitel wint).
In 1973 versterkte Archipel zich met Tom van Rhee, een toonaangevende speler. Hierdoor had de ploeg de zinnen gezet op titelprolongatie. Echter verliep dit niet zoals gepland, want Archipel plaatste zich niet meer voor de finales.
In 1974 kwam Engelberts in opspraak. Engelberts, Tom van Rhee en Jacques Schippers (allen Archipel) zouden op onredelijke wijze overstappen naar Allen Weerbaar. De kwestie liep hoog op, zo hoog dat zelfs KNKV-voorzitter Cor van Dijk besloot om Engelberts te schorsen. Tom van Rhee werd voor 2 jaar geschorst, terwijl de schorsing voor Engelberts slechts een half jaar betrof.
Eind 1974 mocht Engelberts weer in actie komen voor Archipel 1. 
Seizoen 1977-1978 werd het laatste seizoen van Engelberts als speler. In dit seizoen kwam hij weinig aan spelen toe vanwege een nier-operatie. Na dit seizoen besloot hij te stoppen als speler.

### Erelijst als speler
- Nederlands kampioen zaalkorfbal, 1x (1973)

### Oranje
Engelberts speelde 13 interlands namens het Nederlands korfbalteam. Dit gebeurde in de jaren '70, toen het nationale team onder leiding stond van bondscoach Adri Zwaanswijk.

## Coach

### Archipel
Na zijn gedwongen einde als speler, in 1978, werd Engelberts de coach van Archipel. Alhoewel, in seizoen 78-79 kon hij dit niet volledig doen vanwege zijn nierproblemen.
Ad interim werd hij vervangen door Tom van Rhee, maar Engelberts kwam terug. 
Zo zag hij wel dat Archipel in 1981 in de veldcompetitie uit de Hoofdklasse degradeerde. Hij kon dit repareren door in 1982 op het veld weer terug te promoveren naar de Hoofdklasse.
Engelberts had verteld dat hij zou stoppen als coach in 1983 bij Archipel. Iets later kwam naar buiten dat zijn vervanger Wim Bakker zou worden. Dit zorgde echter voor een storm aan reacties binnen de club, waardoor Engelberts werd gevraagd aan te blijven als coach. Hij plakte alsnog seizoen 1983-1984 eraan vast. Hierna werd Engelberts vervangen door Harry Nolthuis als hoofdcoach.

### Groen Geel
In 1984 vertrok Engelberts bij Archipel en werd de nieuwe coach bij KV Groen Geel.
In zijn eerste seizoen als coach, 1984-1985 speelde Groen Geel nog in de hoofdklasse. De club had echter grote ambitie en zag hierin een mooie rol voor Engelberts.
In 1986 werd Groen Geel, onder leiding van Engelberts, kampioen in de zaal in de overgangsklasse, waardoor het promotie maakte naar de Hoofdklasse.
In seizoen 1986-1987 wist de ploeg zich ternauwernood te handhaven in de Hoofdklasse.
In seizoen 1988-1989 ging het echter mis. Groen Geel pakte slechts 7 punten in de zaalcompetitie en degradeerde het uit de Hoofdklasse.
Seizoen 1989-1990 was het laatste seizoen van Engelberts als coach bij Groen Geel.

### ROHDA
In 1990 rommelde het binnen het Amsterdamse ROHDA. Ondanks dat de ploeg de Nederlandse veldtitel pakte wilde de club breken met coach Theo Korporaal. Engelberts werd gevonden als nieuwe coach.
Ondanks deze onrust was seizoen 1990-1991 een sterk seizoen van de club. In de zaal kwam de ploeg 1 punt tekort om zich te plaatsen voor de zaalfinale, maar op het veld was het wel raak. ROHDA versloeg Oost-Arnhem in de kruisfinale met 16-15, waardoor het zich plaatste voor de veldfinale.
In de veldfinale, een best-of-3 serie was Deetos de tegenstander. Deetos won de eerste wedstrijd, maar ROHDA de tweede, waardoor alles neer kwam op een derde, beslissende wedstrijd.
Deze laatste wedstrijd won ROHDA met 9-8, waardoor het Nederlands veldkampioen bleef.
In seizoen 1991-1992 gebeurde vreemde zaken binnen ROHDA. De ploeg stond op het veld, als titelhouder, bovenaan en ook in de zaalcompetitie deed het goede zaken.
Echter verliep de samenwerking niet soepel en besloot Engelberts in januari 1992, in de midden van de zaalcompetitie, aan te kondigen te stoppen bij ROHDA.
Uiteindelijk werd ROHDA in de zaal 3e, waardoor het geen finaleplaats wist te bemachtigen. In de veldcompetitie besloot de club echter vroegtijdig te breken met Engelberts om het tij te keren. Ad interim werd Anton Poelstra aangenomen als coach, wat hij niet onverdienstelijk deed; ROHDA pakte namelijk opnieuw de veldtitel. Na deze titel werd Ron Massing  aangenomen als nieuwe hoofdcoach van de club.

### DEVD
Na ROHDA werd Engelberts coach in 1992 bij DEVD. De ploeg was net in de zaal uit de Hoofdklasse gedegradeerd, maar was in de veldcompetitie wel naar de Hoofdklasse gepromoveerd.
In dezelfde zomer besloot ook oud ROHDA speler Peter Schallenberg zich aan te sluiten bij DEVD. Hierdoor was de ploeg wat sterker geworden.
In de veldcompetitie (Hoofdklasse) werd de ploeg 5e en bleef in de middenmoot steken. In de zaal lukte het nog niet om te promoveren naar de Hoofdklasse.

### HKV/Ons Eibernest
Van 1999 t/m 2001 was Engelberts coach van HKV/Ons Eibernest.

### Erelijst als coach
- Nederlands kampioen veldkorfbal, 1x (1991)